# 谭向勇
谭向勇（1957年10月26日—），男，山西河津人，中华人民共和国农业经济学家。北京农业大学农业经济系学士，农业经济管理专业硕士及博士。曾任中国农业大学农业经济管理学院副院长、院长、党总支书记，中国农业大学研究生院常务副院长、中国农业大学副校长，北京物资学院院长等职务。2008年至2019年，先后任北京工商大学校长、党委书记。

## 学习经历
1957年10月生于山西省河津县僧楼镇郭庄村。1975年中学毕业后在农村任民办教师。1978年10月至1982年7月，在北京农业大学农业经济系学习，获学士学位。1986年至1987年，在西德霍恩海姆大学进修。1985年至1988年，在北京农业大学农业经济管理专业学习，获硕士学位。1992年至1995年，在北京农业大学农业经济管理专业学习，获得博士学位。2007年，在哈佛大学公共管理高级培训班进修。2009年，参加由中共中央组织部组织、中国浦东干部学院举办的第一期“东部地区优化产业结构，提升国际竞争力”专题研究班学习。

## 工作经历
1982年北京农业大学（1995年改称中国农业大学）毕业后留校工作，历任助教（1983年）、讲师（1988年）、副教授（1992年）、教授（1996年）和博士生导师（1997年）。曾任北京农业大学经济管理学院副院长（1994年）、院长（1995年），中国农业大学研究生院常务副院长（1997年－1998年），中国农业大学主管教学的副校长（1998年－2005年）等职。2005年8月至2008年3月，任北京物资学院院长。2008年3月至2014年7月，任北京工商大学校长。2014年7月至2019年3月，任北京工商大学党委书记。

## 社会兼职
- 中国人民政治协商会议北京市第十三届委员会委员（2018年1月17日－2021年1月17日）
- 中国农业经济学会副会长
- 中国商业经济学会第七届理事会常务副会长（2011年7月）
- 北京世纪国源科技股份有限公司非独立董事（2021年5月7日－）